# Libor Hrdlička
Libor Hrdlička (* 2. ledna 1986, Bratislava) je slovenský fotbalový brankář, který působí v polském klubu Ruch Chorzów.

## Klubová kariéra
Jako dorostenec přestoupil z Interu Bratislava do 1. FC Brno. Na jaře 2006 byl na hostování ve čtvrtoligových Hrušovanech nad Jevišovskou, po návratu nastoupil do brněnského „B“ mužstva v MSFL (3. nejvyšší soutěž). Na jaře 2007 se stal po zranění gólmana Martina Lejsala klubovou brankářskou dvojkou. V Gambrinus lize debutoval 6. května 2007 proti domácímu celku FK Mladá Boleslav, když se postavil mezi tyče místo vyloučeného gólmana Tomáše Bureše. Ve druhém poločase dvakrát inkasoval a Brno prohrálo 0:2. Poté ještě odchytal 9. května 2007 celý ligový zápas proti Spartě Praha, neboť Bureš měl zákaz startu za červenou kartu (porážka 1:2).
V zimní ligové přestávce 2009/10 přestoupil zpět na Slovensko do MFK Ružomberok. V březnu 2013 zamířil do ukrajinského celku FK Metalurh Zaporižžja. V roce 2015 přestoupil do gruzínského klubu FC Dinamo Tbilisi, kde v sezoně 2015/16 slavil zisk ligového titulu.
V září 2016 přestoupil do polského klubu Ruch Chorzów.

## Reprezentační kariéra
Hrdlička nastupoval za slovenské mládežnické výběry U17 a U18.